# Rakómelo

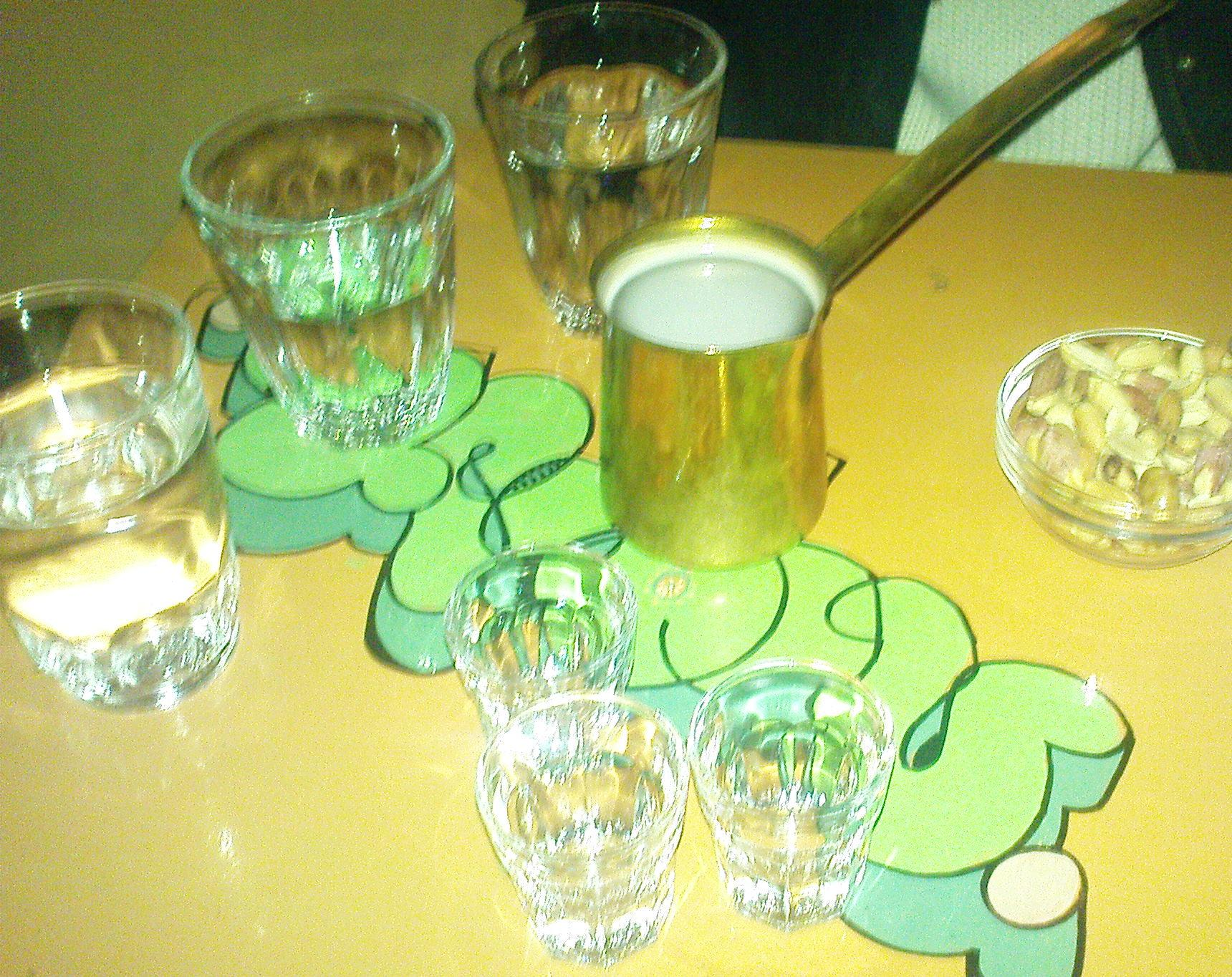
Rakómelo servit tradicionalment en una taverna del barri de Psirí, Atenes.

Rakómelo (Grec: ρακόμελο; de rakí (ρακί) + meli (μέλι), que significa mel) és una beguda alcohòlica grega feta a base de mel i rakí a la qual s'afegeixen espècies com ara canyella, cardamom o altres herbes regionals. Es consumeix principalment calent durant l'hivern, tot i que també és un bon digestiu en estiu. No s'ha de confondre amb el rakí amb sucre típic de l'illa d'Amorgós.